# Monólogo dramático
Um monólogo dramático é um tipo de poema usado por muitos poetas do período vitoriano, na qual uma personagem de ficção ou na história discursa explicando os seus sentimentos, ações ou motivações. O monólogo é geralmente voltado para uma platéia silenciosa, com as palavras do orador influenciadas por uma situação crítica. Um exemplo de monólogo dramático existe em My Last Duchess, de Robert Browning, quando um duque fala para um emissário do em seu caminho. Além disso, pode-se citar "The Captain of the 1964 Top of the Form Team", de Carol Ann Duffy, e "Lady Lazarus", de Sylvia Plath.
As influências sobre o monólogo dramático são tanto gerais quanto específicas. De uma maneira geral, a tradição dramática como um inteiro pode ter influenciado o estilo do monólogo. Na verdade, o estilo do monólogo dramático, que tenta invocar uma história inteira através de representação de uma parte dele, pode ser chamado de um esforço para se transformar em poesia muitas das particularidades do teatro.